# 群馬県立渋川青翠高等学校
群馬県立渋川青翠高等学校（ぐんまけんりつ しぶかわせいすいこうとうがっこう）は、群馬県渋川市に所在する公立の高等学校。設置学科は県内では数少ない総合学科。1976年、当時の高校進学率の上昇を受けて新設された。校訓は『礼・誠・明』である。

## 設置学科
- 総合学科
  - アカデミア系列
  - ビジネス系列
  - カルチャー系列
  - デザイン系列

## 沿革
- 1976年11月1日 - 群馬県立渋川西高等学校として設置される。
- 1977年4月 - 第1回入学式挙行
- 1985年4月 - 商業科設置
- 1987年4月 - 情報処理科設置
- 1998年4月 - 渋川青翠高校に名称変更、総合学科に移行、制服、校歌等も変更

## 著名な出身者
- 原田浩（映画監督・アニメーター）
- UKI（SHAKALABBITS・ボーカル）
- 桂夏丸（噺家、俳人）
- 高橋正直（馬場馬術選手、リオオリンピック日本代表）
- チョコボール向井（AV男優）
- DJ POPO（DJ・音楽プロデューサー・作詞家・作曲家）